# Jelena Dmitrijewna Kwitnizkaja
Jelena Dmitrijewna Kwitnizkaja. geboren Jelena Dmitrijewna Sucharewa, (russisch Елена Дмитриевна Квитницкая, Geburtsname russisch Елена Дмитриевна Сухарева; * 8. Oktober 1919 in Moskau; † 5. Juli 1981 ebenda) war eine sowjetische Architektin, Kunsthistorikerin und Hochschullehrerin.

## Leben
Kwitnizkaja war die Tochter eines Arztes und einer Grundschullehrerin. Kwitnizkaja trat 1935 in die Zeichengruppe am Puschkin-Museum ein. Die Schule schloss sie 1937 mit einer Goldmedaille ab. Sie studierte dann am Moskauer Architektur-Institut (MArchI) mit Abschluss 1941 zu Beginn des Deutsch-Sowjetischen Kriegs. Sie wurde zunächst zum Schanzen vor Moskau geschickt und folgte dann ihrer Familie in die Evakuierung, wo sie in der Straßenbau-Organisation Sojusdorprojekt in einer Gruppe für die Projektierung von Brücken arbeitete. Sie erkrankte an Lungentuberkulose und wurde zur Kur geschickt. Ende 1942 kehrte sie nach Moskau zurück und arbeitete im Zentralforschungsinstitut für Industriebau (ZNIIPS) im Laboratorium für Steinkonstruktionen unter der Leitung Lew Iwanowitsch Onischtschiks. Im September 1946 verteidigte sie ihre Kandidat-Dissertation über Steinbögen und Zylindergewölbe als Konstruktionselemente im Bau in Vergangenheit und Gegenwort. Im Februar 1947 wurde sie zur Kandidatin der technischen Wissenschaften promoviert. Im Sommer desselben Jahren heiratete sie R. N. Kwitnizki und nahm dessen Namen an.
Im August 1947 wurde Kwitnizkaja in das Moskauer Ingenieurbau-Institut versetzt und hielt Vorlesungen am Lehrstuhl für Steinkonstruktionen.
Ab 1948 arbeitete sie im Institut für Architekturgeschichte und -theorie der Akademie der Architektur der UdSSR. 1954 wurde sie Mitglied der Architektenunion der UdSSR. Sie arbeitete trotz ihrer Krankheit bis zu ihrem Tode, so dass ein Teil ihrer Arbeiten erst nach ihrem Tode veröffentlicht wurde.
Kwitnizkajas Forschungsschwerpunkt war die Architektur Belarus. Sie studierte die Schrift- und Bildmaterialien in Archiven, Museen und Bibliotheken sowie die jeweiligen Örtlichkeiten, um auch die nicht mehr existierenden Architekturdenkmäler mit ihrer Geschichte in Erstveröffentlichungen zu beschreiben. Erstmals untersuchte sie die Pläne und Bebauungen von Ortschaften mit den städtischen Bauten, Verwaltungsgebäuden, Zentren, Festungen und kirchlichen Bauten. Ihre Veröffentlichungen über die Klöster und Kirchen schufen die wissenschaftliche Basis für das Studium der Geschichte der Architektur und der Kunst von Belarus. Besondere Verdienste erwarb sie sich durch ihre erstmaligen Untersuchungen der unierten Kirchenbauwerke und der Architektur der Jesuiten in Belarus.
Kwitnizkaja war an dem Artikel über Kunstwissenschaft in der Großen Sowjetischen Enzyklopädie beteiligt sowie an der Allgemeinen Geschichte der Architektur in 12 Bänden, für die sie Artikel über die Architektur von Belarus, Westeuropa und Lateinamerika verfasste. Sie gehörte zu den Autoren der Enzyklopädie über die Kunst der Länder und Völker der Welt.